# Ophionellus virginiensis
Ophionellus virginiensis là một loài tò vò trong họ Ichneumonidae.